# Bredbandad mårefältmätare
Bredbandad mårefältmätare (Epirrhoe galiata) är en fjärilsart som beskrevs av Ignaz Schiffermüller 1775. Bredbandad mårefältmätare ingår i släktet Epirrhoe och familjen mätare. Enligt den svenska rödlistan är arten nära hotad i Sverige. Arten förekommer i Götaland, Gotland, Öland och Svealand. Arten har tidigare förekommit i Nedre Norrland men är numera lokalt utdöd. Artens livsmiljö är havsstränder, jordbrukslandskap. Inga underarter finns listade i Catalogue of Life.

## Bildgalleri

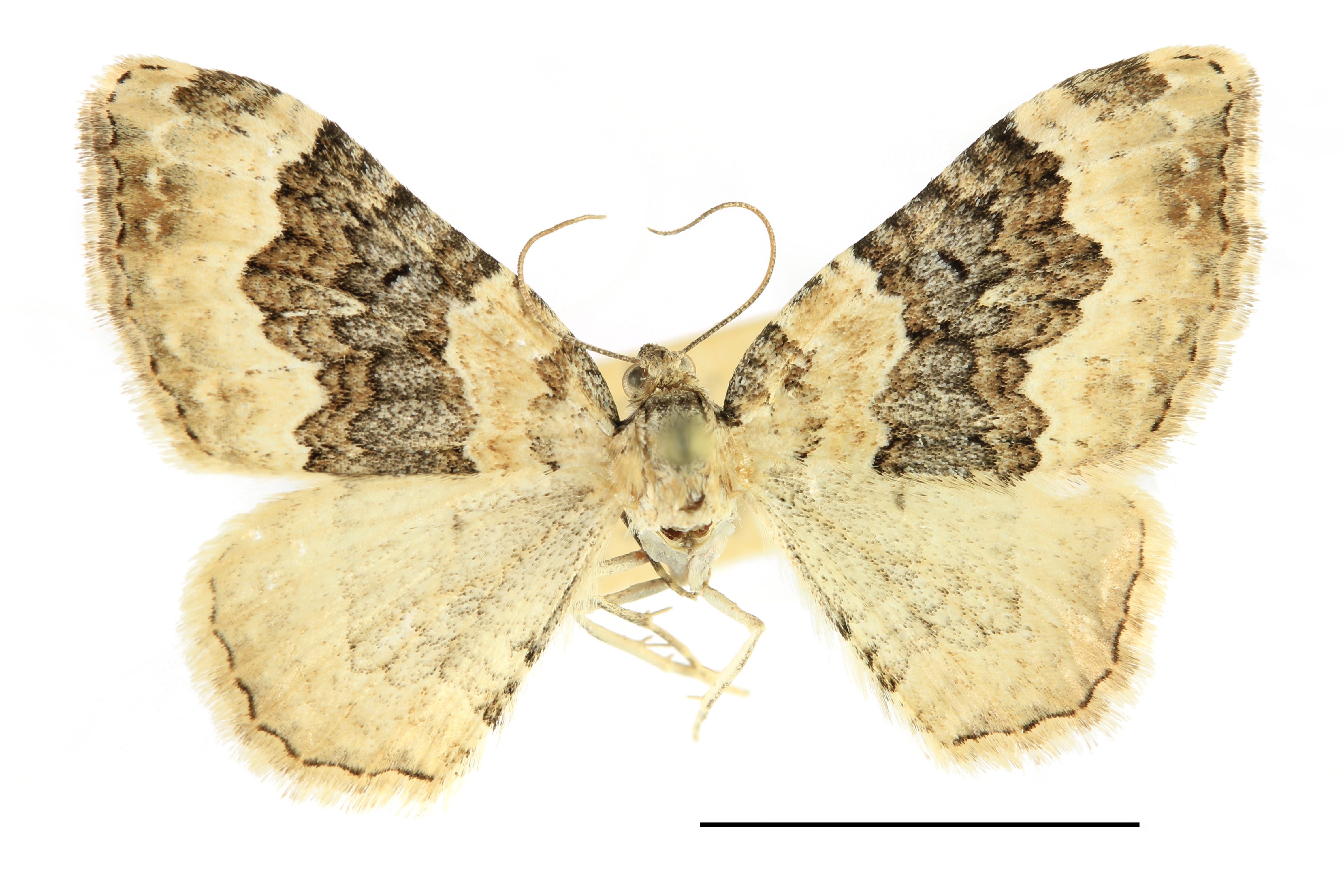
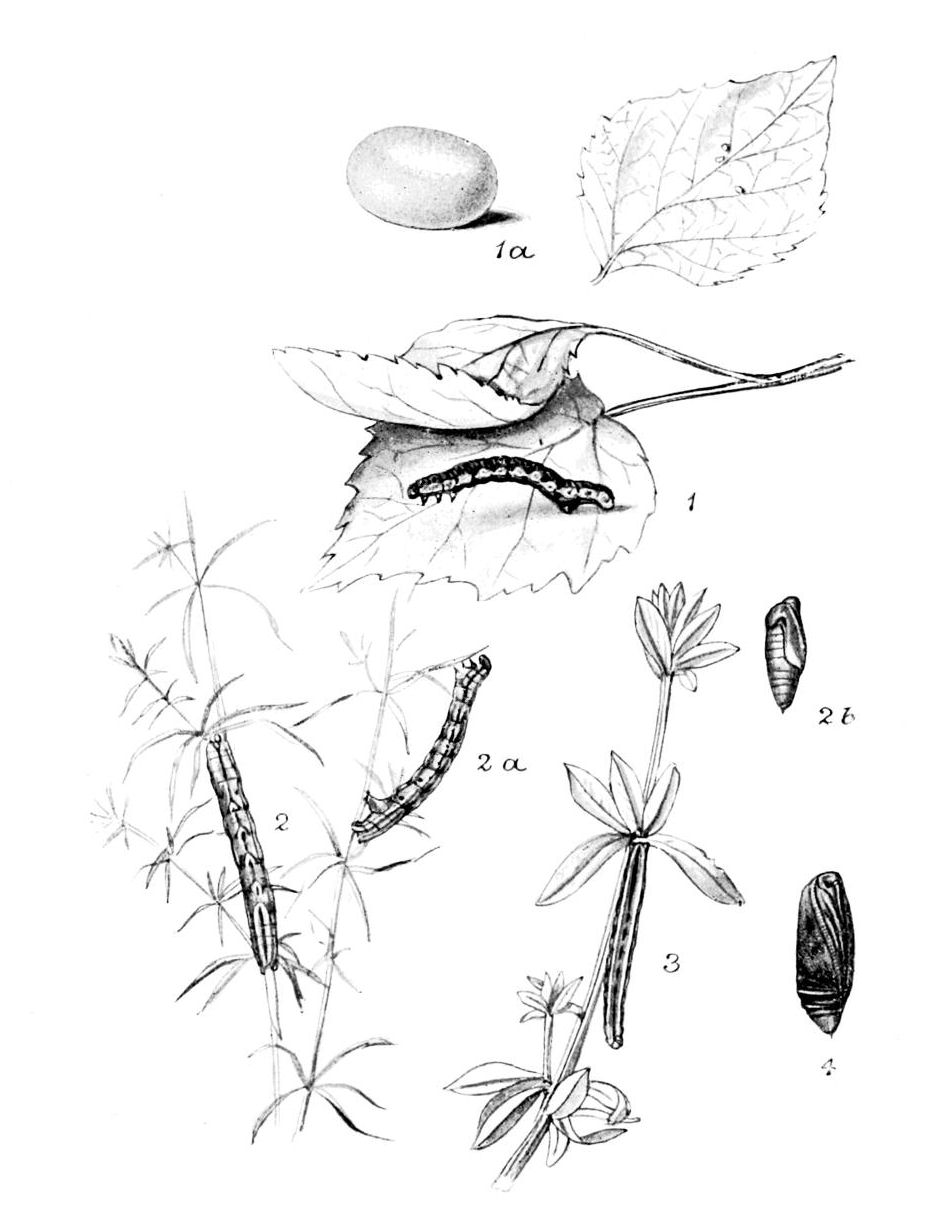
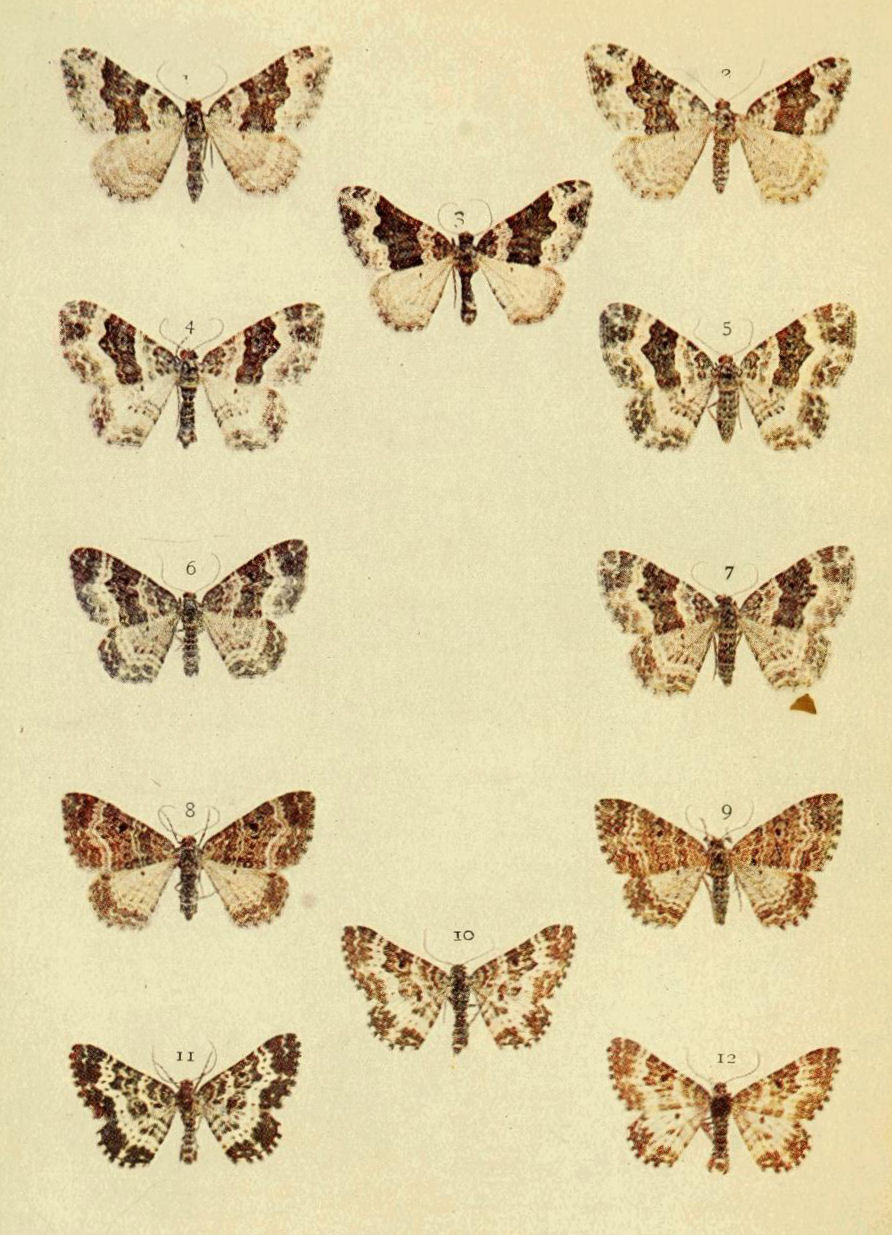